# Distrikt Cristo Nos Valga
Der Distrikt Cristo Nos Valga liegt in der Provinz Sechura in der Region Piura in Nordwest-Peru. Der Distrikt wurde am 19. Februar 1965 gegründet. Er hat eine Fläche von 262 km². Beim Zensus 2017 lebten 4497 Einwohner im Distrikt. Im Jahr 1993 lag die Einwohnerzahl bei 2540, im Jahr 2007 bei 3377. Verwaltungssitz ist die 9 m hoch gelegene Kleinstadt San Cristo mit 1929 Einwohnern (Stand 2017). San Cristo liegt 12 km nordöstlich der Provinzhauptstadt Sechura.

## Geographische Lage
Der Distrikt Cristo Nos Valga liegt im Nordwesten der Provinz Sechura, am linken östlichen Flussufer des Río Sechura. Er besitzt eine Längsausdehnung in Ost-West-Richtung von knapp 26 km sowie eine maximale Breite von 13,5 km. Im Nordwesten des Distrikts wird bewässerte Landwirtschaft betrieben. Ansonsten herrscht Wüstenvegetation vor. Im Distriktgebiet liegen die Salzseen Laguna Napique und Laguna Ramón. Durch die Laguna Ramón verläuft der Unterlauf des Río Piura. Der äußerste Osten wird von der Nationalstraße 1N (Panamericana) in Nord-Süd-Richtung durchquert.
Der Distrikt Cristo Nos Valga grenzt im Norden an den Distrikt Rinconada Llícuar, im Nordwesten an den Distrikt Bernal, im Nordosten an den Distrikt El Tallán (Provinz Piura), im Osten an den Distrikt Catacaos (ebenfalls in der Provinz Piura) sowie im Süden an den Distrikt Sechura.